# Гонохово (Зав'яловський район)
Гоно́хово (рос. Гонохово) — село у складі Зав'яловського району Алтайського краю, Росія. Адміністративний центр Гоноховської сільської ради.

## Населення
Населення — 1808 осіб (2010; 2149 у 2002).
Національний склад (станом на 2002 рік):
- росіяни — 94 %